# Woodside (Delaware)
Woodside è un comune degli Stati Uniti, situata nella Contea di Kent, nello Stato del Delaware. Secondo il censimento del 2000 la popolazione era di 184 abitanti. Appartiene all'area micropolitana di Dover.

## Geografia fisica
Secondo i rilevamenti dello United States Census Bureau, il comune di Woodside si estende su una superficie totale di 0,4 km², tutti quanti occupati da terre.

## Popolazione
Secondo il censimento del 2000, a Woodside vivevano 184 persone, ed erano presenti 52 gruppi familiari. La densità di popolazione era di 436 ab./km². Nel territorio comunale si trovavano 72 unità edificate. Per quanto riguarda la composizione etnica degli abitanti, il 96,20% era bianco, lo 0,54% era afroamericano e l'1,09% era asiatico. Il restante 2,17% della popolazione apparteneva ad altre razze o a più di una. La popolazione di ogni razza proveniente dall'America Latina corrispondeva all'1,09% degli abitanti.
Per quanto riguarda la suddivisione della popolazione in fasce d'età, il 22,3% era al di sotto dei 18, il 6,5% fra i 18 e i 24, il 33,7% fra i 25 e i 44, il 25,0% fra i 45 e i 64, mentre infine il 12,5% era al di sopra dei 65 anni di età. L'età media della popolazione era di 39 anni. Per ogni 100 donne residenti vivevano 87,8 maschi.